# Fressain
Fressain é uma comuna francesa na região administrativa de Altos da França, no departamento do Norte. Estende-se por uma área de 6.39 km². Em 2010 a comuna tinha 885 habitantes (densidade: 138,5 hab./km²).